# Fiordaliso
Marina Fiordaliso, (née à Plaisance le 19 février 1956) mieux connue comme Fiordaliso, est une chanteuse pop-rock italienne active depuis 1981 et animatrice de télévision. Au cours de sa carrière, elle a vendu plus de 6 millions de disques.

## Biographie
Marina Fiordaliso est née à Plaisance le 19 février 1956. Fille d'un batteur, Fiordaliso étudie très jeune le piano et le chant,. En 1981, remporte le Castrocaro Festival de Musique avec la chanson Scappo via, et l'année suivante, elle fait ses débuts au Festival de Musique de Sanremo avec la ballade  reggae-rock  Una sporca poesia. Ses succès, les chansons Oramai et Non voglio mica la luna écrite par Zucchero Fornaciari, sont liées au Festival de Sanremo, auquel  elle a participé à neuf reprises entre 1982 et 2002; en dehors du Festival, son principal succès a été la chanson Cosa ti farei, un des plus grands succès des chansons de l'Été 1990 en Italie. Dans les années 1990 Fiordaliso s'est progressivement éloignée de la scènes en se concentrant sur les activités de comédienne et animatrice de télévision.
Elle a 2 enfants, Sebastiano né en 1973, et Paolino en 1989.

## Discographie

### Singles
- 1982 : Una poesia sporca
- 1982 : Maschera
- 1983 : Oramai
- 1984 : Non voglio mica la luna
- 1984 : Li-être-llu-la
- 1985 : Il mio angelo
- 1985 : Sola non, non ci sto
- 1986 : Fatti miei
- 1986 : La vita è molto di più
- 1986 :  Vive
- 1987 : Il canto dell'estate
- 1988 : Per noi
- 1989 : Se non avessi te
- 1990 : Cosa ti farei
- 1991 : Il mare più grande che c'è (I love you man)
- 1991 : Saprai (avec Roby Facchinetti)
- 1992 : Dimmelo tu perché
- 1997 : Disordine mentale
- 1998 : Come si fa
- 2000 : Linda Linda
- 2003 : Estate 83
- 2007 : Io muoio
- 2008 : M'amo non M' amo
- 2009 : Canto del sole inesauribile

#### Etranger
- 1984 :  Yo no te pido la luna
- 1985 : Sola non, yo no sé estar
- 1986 : Desde hoy
- 1991 : I love you man (Il mare più grande che c'è)
- 1991 : El mar más grande  que hay
- 1991 : Sabrás (avec Riccardo Fogli)
- 1991 : Sposa di rosa
- 1997 : Como te amaré

### Albums
- 1983 : Fiordaliso
- 1984 : Fiordaliso (réédition de ci-dessus, avec l'ajout de Non voglio mica la luna)
- 1984 : Discoquattro
- 1985 : Une ciascuno la sua donna
- 1985 : Fiordaliso – Dal vivo per il mondo (live)
- 1986 : Applausi un Fiordaliso (réédition de  ci-dessus, avec l'ajout de Fatti miei et la suppression de You know my way et de la Sola non, yo no sé estar)
- 1987 : Fiordaliso
- 1989 : Io... Fiordaliso (collection avec trois nouvelles chansons)
- 1990 :  La vita si balla
- 1991 : Il portico di Dio
- 1992 : Io ci sarò
- 1994 : E adesso voglio la luna – I grandi successi (collection deux nouvelles chansons et 9 remixes)
- 2002 : Risolutamente decisa (collection avec trois nouvelles chansons et 9 remixes)
- 2004 : Come si fa (collection deux nouvelles chansons)